# Аларь
Аларь (бур. Алирха) — село в Аларском районе Усть-Ордынского Бурятского округа Иркутской области. Административный центр муниципального образования «Аларь».

## География
Расположен в 40 км к юго-востоку от районного центра — посёлка Кутулик.

### Уличная сеть
- ул. Больничная
- ул. Вампилова
- ул. Ербанова
- ул. Кирова
- Клубный пер.
- ул. Колхозная
- ул. Лазо
- ул. Ленина
- ул. Манзанова
- ул. Мира
- Новый пер.
- ул. Садовое Кольцо
- ул. Советская
- ул. Степная
- Торговый пер.
- ул. Украинская
- ул. Улахинская

## Топоним

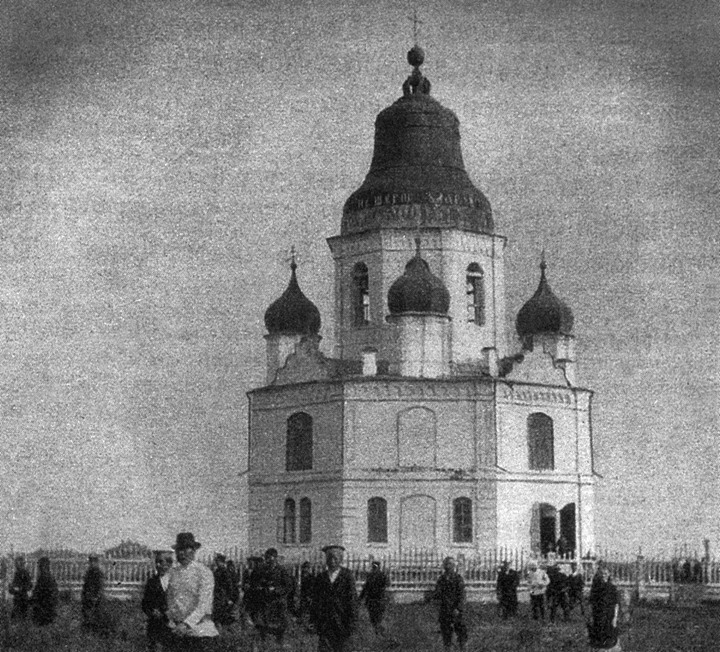
Церковь Иннокентия Иркутского (1884—90)

Ранее село называлось Хигинский улус. Название Аларь происходит от названия местности Аларь. Название местности, предположительно, происходит от бурятского алирха — «покрываться (порастать) сочной травой, зеленью» или от якутского алары — «сухое, безлесное пространство» или алар — «лесок среди степи». Исследователь Борис Чарпыков производит название Аларь от якутского алын, алыраа, что переводится как «низина, низовье».

## Население
| 2002 | 2010  | 2011  | 2012  |
| ---- | ----- | ----- | ----- |
| 1464 | ↘1158 | ↘1154 | →1154 |

## Уроженцы
- Баторун, Константин Константинович (1900–1942) — советско-монгольский военный деятель. Второй начальник разведывательной службы Монголии.
- Гарма Григорьевич Балтыров (1913 — 1970-е) — советский снайпер-наблюдатель времён Великой Отечественной войны, гвардии[2] старший сержант. Уничтожил более 300 солдат и офицеров противника.

## Достопримечательности
В 1815 году в селе был построен буддистский четырёхъярусный дацан Цогчен-Дуган — первый на территории Аларского района. Инициатором его строительства был Балшанха Баймин — один из предводителей бурятского рода хонгодоров. В 1809 году он направился к Хамбо-ламе, резиденция которого находилась в Забайкалье, с ходатайством о строительстве храма. Вернувшись в улус в сопровождении лам и располагая священной литературой, он начал строительство. В 1894 году из тайги в районе села Бельск (ныне Черемховский район) на территорию дацана были привезены и высажены саженцы ели, сосны, кедра, лиственницы. Для бурятских дацанов зелёные насаждения были редкостью, так как буряты вели полукочевой образ жизни. Высаженная роща получила название Ламская. В 1880-х в Цогчен-Дугане служил Даши-Доржо Итигэлов. В настоящий момент практически все старинные строения разрушены, не так давно на территории дацана были построены дуган (храмовое здание) и субурган (хранилище реликвий). Ламская роща сохранилась достаточно неплохо

## В Литературе
1. Базыр Николаевич Вампилов. От Алари до Вьетнама. — 2-е дополненное. — Наука, 1986. — 248 с. — (Рассказы о странах Востока).